# Bhilwara
Bhilwara è una città dell'India di 280.185 abitanti, capoluogo del distretto di Bhilwara, nello stato federato del Rajasthan. In base al numero di abitanti la città rientra nella classe I (da 100.000 persone in su).

## Geografia fisica
La città è situata a 25° 21' 0 N e 74° 37' 60 E e ha un'altitudine di 420 m s.l.m..

## Società

### Evoluzione demografica
Al censimento del 2001 la popolazione di Bhilwara assommava a 280.185 persone, delle quali 148.642 maschi e 131.543 femmine. I bambini di età inferiore o uguale ai sei anni assommavano a 42.882, dei quali 22.397 maschi e 20.485 femmine. Infine, coloro che erano in grado di saper almeno leggere e scrivere erano 183.054, dei quali 110.465 maschi e 72.589 femmine.